# Annœullin

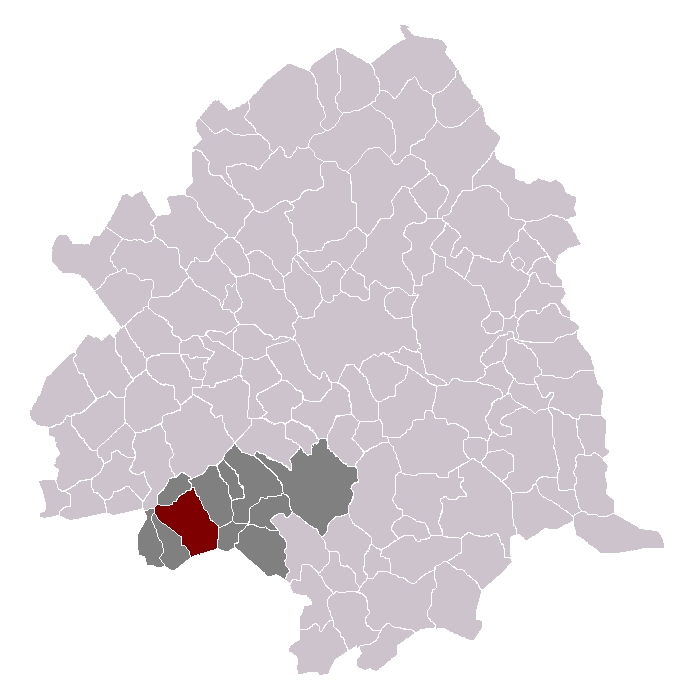
Localització d'Annœullin

Annœullin és un municipi francès, situat a la regió dels Alts de França, al departament del Nord. L'any 2006 tenia 9.802 habitants. Limita al nord amb Don, a l'est amb Allennes-les-Marais, al sud-est amb Carnin, al sud amb Carvin, al sud-oest amb Bauvin i Provin i al nord-oest amb Sainghin-en-Weppes.

## Demografia
| 1962                                       | 1968  | 1975  | 1982  | 1990  | 1999  | 2006  |
| ------------------------------------------ | ----- | ----- | ----- | ----- | ----- | ----- |
| 5.976                                      | 6.319 | 6.127 | 7.214 | 8.787 | 9.719 | 9.802 |
| Des de 1962: població sense dobles comptes |       |       |       |       |       |       |

## Administració
| Període   | Identitat             | Partit |
| --------- | --------------------- | ------ |
| 1896-1908 | Oscar Coupey          |        |
| 1908-1912 | Auguste Courmont      |        |
| 1912-1934 | Auguste Parsy         |        |
| 1934-1945 | Henri Dal             |        |
| 1945-1947 | Antoine Parsy         |        |
| 1947-1949 | Aline Lohez           |        |
| 1949-1953 | Marie-Louise Lheureux |        |
| 1953-1959 | Aline Lohez           |        |
| 1959-1971 | Henri Bonte           |        |
| 1971-1995 | José Poggi            |        |
| 1995-2001 | Anne-Marie Brice      |        |
| 2001-     | Philippe Parsy        | PS     |